# مسافر ری
مسافر ری، فیلمی به کارگردانی و نویسندگی داوود میرباقری و محصول سال ۱۳۷۹ است. این فیلم دربارهٔ زندگی عبدالعظیم حسنی، از نوادگان حسن مجتبی و راویان و محدثین شیعه است.

## خلاصهٔ داستان
قرن سوم هجری، مقارن با خلافت متوکل عباسی (دهمین خلیفه عباسی) و امامت دهمین پیشوای علی النقی است.
عبدالعظیم حسنی برای فرار از مأموران متوکل خلیفه عباسی از مدینه راهی شهر ری می‌شود و در این راه اتفاقات گوناگونی برای او می‌افتد و با اقوام مختلف ایرانی برخورد می‌کند!

## بازیگران
| بازیگر            | نقش |
| ----------------- | --- |
| داریوش ارجمند     | عبدالعظیم حسنی پسر عبدالله و فاطمه ، رهبر و ریش‌سفید سادات حسنی ، از علمای شیعه ، پدر محمد ، رقیه و خدیجه                                             |
| جمشید هاشم پور    | ابوعون تاجر پارچه و برده ، دوست کاروانسرادار ، دشمن و غلام عبدالعظیم ، ارباب روشنک ، دورگه ایرانی‌تبار و عرب‌تبار ، شراب‌خوار سابق                      |
| محمدرضا شریفی نیا | متوکل عباسی پسر معتصم و شجاع ، دهمین خلیفه عباسی ، پدر منتصر ، عموی محمد بن واثق                                                                     |
| ویشکا آسایش       | روشنک کنیز سابق ایرانی ابوعون ، رهبر شورش نوکران در ری و گرگان ، دوست رکسانا ، زرتشتی ‌، بازیگر نقش ملکه سودابه در نمایش سووشون ، قاتل کاروانسرادار   |
| پروانه معصومی     | فاطمه همسر عبدالعظیم ، مادر محمد ، رقیه و خدیجه ، عروس عبدالله و فاطمه                                                                               |
| عنایت‌الله بخشی    | ابواسحق رئیس یکی از طوایف ایرانی ، از شیعیان افراطی ، دشمن خلافت بنی‌عباس                                                                             |
| رضا ژیان          | ایتاخ ترک مشاور ، وزیر و پیشکار ترک‌تبار متوکل ، مأمور پرونده عبدالعظیم ، از بزرگان بغداد ، غلام و آشپز سابق دربار عباسیان ، از طرفداران محمد بن واثق |
| حسن پورشیرازی     | بغای فرمانده و سردار ارتش خلافت عباسی ، قاتل متوکل ، شهربان بغداد ، دوست صمیمی و همدست منتصر عباسی                                                   |
| عنایت‌الله شفیعی   | سلیمان طبری از شیعیان ایرانی ، صاحب کاروان مسافران مکه و حجاج ، فرمانده ارتش شیعیان در جنگ با مأموران متوکل                                          |
| سعید نیک‌پور       | داعی کبیر (حسن بن زید علوی) رهبر علویان طبرستان ، پسرعمو و صاحب‌سرّ عبدالعظیم ، از بزرگان طبرستان و شمال ایران و سادات حسنی ، مجرم سیاسی خلافت بنی‌عباس |
| سیروس گرجستانی    | موبد رئیس یکی از طوایف ایرانی ، مسئول اجرای نمایش سووشون ، فامیل دور روشنک                                                                           |
| سیاوش طهمورث      | شیرخان رئیس یکی از طوایف کردتبار ایرانی ، عاشق و خواستگار ماه‌بی‌بی ، پدرزن سهراب                                                                      |
| رضا رویگری        | بادپا رئیس فرقه پنهانی زرتشتیان ری ، رئیس زندان زرتشتیان ، دشمن سابق عبدالعظیم و ابوعون                                                              |
| رسول نجفیان       | کاروانسرادار رفیق صمیمی و همکار ابوعون ، کاروان‌سرادار ، ارباب رکسانا ، دشمن روشنک                                                                    |
| رضا کرم‌رضایی      | قاضی القضات قاضی‌القضات شهر ری |
| سیروس ابراهیم‌زاده | وصیف وزیر ، مشاور و پیشکار جدید متوکل عباسی ، دوست ایتاخ و فتح بن خاقان                                                                              |
| زهره حمیدی        | ماه بی بی معشوقه و مورد خواستگاری شیر خان ، مادر سهراب ، بیوه ، کردتبار                                                                              |
| کاظم هژیرآزاد     | فتح بن خاقان نخست‌وزیر ، صدراعظم ، هم‌پیاله و مشاور اعظم متوکل عباسی ، شراب‌خوار ، شیعه دروغین                                                          |
| فریده سپاه‌منصور   | مشاطه زن پیر کردتبار |
| غلامرضا طباطبایی  | داعی الدعاه |
| رحمان باقریان     | خادم قبر حسین بن علی ایرانی‌تبار |
| ستاره اسکندری     | رکسانا دوست روشنک ، کنیز کاروانسرادار ، مخالف شورش نوکران در ری و گرگان ، معشوقه مازیار                                                              |
| تورج فرامرزیان    | زائر قمی |
| محسن قاضی مرادی   | خازم سردار ارتش عباسیان |
| فرهاد خان‌محمدی    | فرمانده |
| حسین پاکدل        | پسر شیرخان |
| حدیث فولادوند     | ستاره |
| شهرزاد صفوی       | سهراب پسر ماه بی‌بی |
| عزیزالله هنرآموز  | محمود نیشابوری مخالف خلافت عباسی |
| حسن میرباقری      | مازیار بازیگر نقش سیاوش در نمایش سووشون ، عاشق رکسانا                                                                                                |
| علی آزادمنش       | زائر قمی |
| امیریل ارجمند     | محمد پسر عبدالعظیم و فاطمه ، برادر رقیه و خدیجه |